# コルグ・コンボオルガンシリーズ
コルグ・コンボオルガン（KORG Combo Organ ）では、コルグが製造・販売する電子オルガンCX-3/BX-3を扱う。
1980年3月に発売された初代と、最新技術を取り入れて2000年に発売された2代目がある。どちらも1段鍵盤のCX-3と2段鍵盤のBX-3がある。

## 概要

### 初代
ハモンドオルガンの音の再現にとどまらず、CX-3独自の機能を持っていた。ロータリー・エフェクトなど現在のコンボ・オルガンにおいて主流となる機能を装備。好評を受け、同年11月にはCX-3をそのまま2台合わせたような2段鍵盤仕様の初代BX-3が登場した。初代BX-3発売時にBPX-3というペダルも用意された。

### 二代目
一度製造中止になっていたが、2000年に最新の技術を取り入れて復活した。初代との変更点は以下の通り。
- 最新のモデリング技術により、ハモンドオルガンの音を再現。
- CX-3もドローバーが2セットとなり、本体の奥側に装備。
- 18本のドローバーを使うEXモードの追加。
- ロータリー・エフェクトなどのエフェクト類をREMSを駆使してリファイン。
- 128のプリセット音色を搭載。

など。
ただ2代目になっても相変わらずペダルパートが用意されていない。またロータリースピーカー用の端子がなくそのままではロータリースピーカーを接続することができない。